# Фјодор Ушаков
Фјодор Фјодорович Ушаков (рус. Фёдор Фёдорович Ушако́в, Бурнаково, 24. фебруар 1745 — Алексивка, 14. октобар 1817) био је један од најславнијих руских поморских команданата и адмирала 18. века.

## Живот
Рођен је у селу Бурнаково у Јарословској губернији у скромној фамилији. 15. фебруара 1761. пријавио се у руску морнарицу у Санкт Петербургу. После завршене обуке послат је да служи као кадет на галији, у Балтичкој флоти. Године 1768. пребачен је у Донску флоту на Азовском мору, у Таганрог, и био је учесник руско-турског рата (1768—1774). Командовао је личном јахтом Катарине Друге, руске царице, а касније је командовао фрегатом и бранио руске трговачке луке на Медитерану од британских гусара.
После анексије Крима од стране Руске Империје, лично је надгледао изградњу поморске базе у Севастопољу и дока у Херсону. У другом руско-турском рату као командант Црноморске флоте бриљантно је поразио Турке у бици код Фидонизијских острва, Керча и рта Калкариа. У овим биткама дошла је до изражаја његова доктрина коју је преузео и усавршио од легендарног Суворова, тако да је суворовску тактику употребио на мору и извојевао сјајне победе.
Године 1799, када је постао адмирал руске флоте био је упућен да помогне Суворовљеве акције у Италији. Током ове експедиције, адмирал Фјодор Ушаков је потпуно сам помогао Грцима и направио грчку републику Седам острва. Очистио је Крф и сва јонска мора од Француза. Том приликом су захвални становници Крфа адмиралу уручили много поклона, укључујући и златну ленту са натписом „Крф, ослободитељу Ушакову”.
У наставку своје кампање, са својом ескадром контролисао је јужне обале Италије, блокирао француске базе у Ђенови и Напуљу и тако значајно ометао непријатеља, подржавајући са мора Суворовљеве акције у северној Италији. Дубоко је залазио у Јадранско море и подржавао чак и Црногорце на дубровачком ратишту против Француза. Очистио је Боку од француских владара.
Иако је Русија у то време за савезнике против Наполеона имала Енглезе и једно кратко време Турке, због међусобних несугласица савезника, двојицу великих руских војсковођа, Суворова и Ушакова, император Павле I је опозвао и вратио се у Русију. Надобудни адмирал Нелсон није хтео да се стави под команду руског адмирала Ушакова, иако су британске акције око Малте биле једнаке нули. Адмирал Фјодор Ушаков је своју екскадру вратио у Севастопољ и тиме практично окончао своју каријеру као непобедив адмирал.
Дејства адмирала Ушакова на мору су, поред пораза Турака у неколико узастопних битака, сламање Француза на Медитерану, ослобођење Јадрана, ослобођење грчких острва и прављење руске војне базе на Крфу.
По доласку императора Александра I на власт, 1802. године, адмирал Ушаков се повукао на своје имање у Тамбовској губернији, а када је чуо за лоше здравље својег адмирала, император је хтео да сазна да ли му некако може помоћи, на шта му је Ушаков одговорио:
Душевна искуства и снага мора истрошиле су моју младост и здравље. У Бога се надам да буде само Његова воља у читавоме свету. Све што се десило у мом живот, примио сам као велики благослов.
Умро је у 74. години живота и сахрањен је у Санаксарском манастиру. Његово тело је откривено у порушеном манастиру од стране комуниста 1944. године, у време када су се Стаљин и његови сарадници сетили адмирала Ушахова и уручили први одрен “Адмирала Фјодора Ушахова” као орден за поморске заслуге.
Порушен и запуштен манастир је тек 1991. године враћен Руској православној цркви, а са њиме и адмиралове мошти. По протоколу, канонизован је од стране Руске православне цркве 3. августа 2001. године за свеца заштитника. Слави се 5. августа по новом календару.

## Занимљивости
Минијатурна планета 3010 Ушаков откривена од стране совјетске астрономкиње Људмиле Черних добила је назив по њему.